# Взуття-буття. Історія Nike, розказана її засновником
Взуття-буття. Історія Nike, розказана її засновником (англ. Shoe Dog: A Memoir by the Creator of NIKE by Phil Knight) — книжка Філа Найта, засновника компанії Nike. Вперше опублікована в 26 квітня 2016 року. В 2017 перекладена українською мовою видавництвом «Наш Формат» (перекладач — Ілона Віннічук). У 2022 році видано оновлене видання видавництвом «Наш Формат».

## Огляд книги
Nike входить до найбільш відомих світових брендів та найуспішніших стартапів. Філ Найт — засновник та виконавчий директор вперше ділиться відвертою історією створення компанії, з дня запуску, поступового росту, професійного розвитку та до перетворення її в один з найзнаковіших та найвпливовіших брендів.
Все розпочалось ще в 1962 році, коли Філ запозичив у батька 50 доларів для імпорту недорогого спортивного взуття з Японії. Продаючи черевики, йому вдалось заробити за перший рік 8000 дол. У віці 24 років він вирішив піти нестандартним шляхом та розпочати свій власний бізнес — динамічний та нетиповий. Це рішення змінило не тільки його життя, але й весь світ. В 1972 році компанія отримала світове визнання. На сьогоднішній день щорічні продажі компанії Nike складають 30 млрд.дол.
Філ ділиться невдачами та ризиками, що стали на шляху до його мрії, разом із ранніми тріумфами, згадує перші партнерські відносини, співробітників та однодумців, озброєних вірою в силу спорту. Разом їм вдалось сформувати сильну та стабільну команду.  [Архівовано 12 червня 2018 у Wayback Machine.]
В книзі висвітлено цінні уроки та обґрунтовані твердження:
- для запуску успішного бізнесу потрібен час;
- будьте ентузіастами;
- відчуйте різницю між керівником та лідером;
- фокусуйтесь на конкретній роботі;
- хапайтесь за кожен шанс та будьте сміливими.  [Архівовано 19 травня 2018 у Wayback Machine.]

## Переклад українською
- Взуття-буття. Історія Nike, розказана її засновником / пер. Ілона Віннічук. К.: Наш Формат, 2017. — 432 с. — ISBN 978-617-7513-20-8
- Взуття-буття. Історія Nike, розказана її засновником / пер. Ілона Віннічук. К.: Наш Формат, 2022. — 432 с. — ISBN 978-617-8115-61-6